# 球状赤血球
球状赤血球(英: spherocyte)とは通常の赤血球より直径が小さく、厚みのある赤血球。セントラルペーラー（通常の赤血球で観察される中央の淡い部分）が消失し、色が濃く見える。赤血球障害により凹状構造が維持できなくなると出現する。球状赤血球を特徴とする自己溶血性貧血は球状赤血球症(en)と呼ばれる。免疫介在性溶血性貧血などで認められる。免疫介在性溶血性貧血では補体や抗体が付着した赤血球をマクロファージが貪食することにより赤血球膜の一部が失われて球形となる。赤血球の50%以上が球状赤血球であれば免疫介在性溶血性貧血であると診断することができるとされている。ネコの正常赤血球は小型かつセントラルペーラーが明瞭ではないため、球状赤血球の判定は困難である。